# ییرژی یاروشیک
ییرژی یاروشیک (چکی: Jiří Jarošík؛ زادهٔ ۲۷ اکتبر ۱۹۷۷) بازیکن سابق و مربی فوتبال اهل جمهوری چک است.
از باشگاه‌هایی که در آن بازی کرده‌است می‌توان به باشگاه فوتبال دپورتیوو آلاوس، باشگاه فوتبال سلتیک، باشگاه فوتبال زسکا مسکو، باشگاه فوتبال اسپارتا پراگ، باشگاه فوتبال کریلیا سووتوف سامارا، باشگاه فوتبال چلسی، باشگاه فوتبال رئال ساراگوسا، باشگاه فوتبال بیرمنگام سیتی، و باشگاه فوتبال اسلوان لیبرتس اشاره کرد.
وی همچنین در تیم‌های ملی فوتبال زیر ۲۱ سال جمهوری چک، و جمهوری چک بازی کرده‌است.